# WTA Тур 1997
WTA Тур 1997 (англ. 1997 Women's Tennis Association Tour) — элитный тур теннисистов-профессионалов, организованный Женской теннисной ассоциацией (WTA). В 1997 году календарь проводился 27-й раз и включал:
- 4 турнира Большого шлема (проводится Международной федерацией тенниса);
- Финал WTA тура в Нью-Йорке, США;
- 9 турниров 1-й категории;
- 15 турниров 2-й категории;
- 11 турниров 3-й категории;
- 11 турниров 4-й категории;
- Кубок Федерации.

## Расписание WTA Тура 1997 года
Ниже представлено полное расписание соревнований WTA Тура 1997 года, со списком победителей и финалистов для одиночных и парных соревнований.
| Турнир Большого шлема |
| Турниры WTA           |

### Январь
| Неделя     | Турнир | Чемпионки (Счёт финала)                            | Финалистки                                  |
| ---------- | --- | -------------------------------------------------- | ------------------------------------------- |
| 30 декабря | Gold Coast Classic Голд-Кост, Австралия 3-я категория $164,250 — Хард Турнир 1997                                                              | Елена Лиховцева 3-6, 7-6(7), 6-3                   | Ай Сугияма                                  |
| 30 декабря | Gold Coast Classic Голд-Кост, Австралия 3-я категория $164,250 — Хард Турнир 1997                                                              | Наоко Кидзимута Нана Мияги 7-6(3), 6-1             | Руксандра Драгомир Сильвия Фарина           |
| 30 декабря | ASB Classic Окленд, Новая Зеландия 4-я категория $107,500 — Хард Турнир 1997                                                                   | Марион Маруска 6-3, 6-1                            | Юдит Визнер                                 |
| 30 декабря | ASB Classic Окленд, Новая Зеландия 4-я категория $107,500 — Хард Турнир 1997                                                                   | Доминик ван Рост Жанетта Гусарова 6-2, 6-7(5), 6-3 | Елена Вагнер Александра Ольша               |
| 6 января   | Sydney International Сидней, Австралия 2-я категория $342,500 — Хард Турнир 1997                                                               | Мартина Хингис 6-1, 5-7, 6-1                       | Дженнифер Каприати                          |
| 6 января   | Sydney International Сидней, Австралия 2-я категория $342,500 — Хард Турнир 1997                                                               | Аранча Санчес Викарио Джиджи Фернандес 6-3, 6-1    | Линдсей Дэвенпорт Наталья Зверева           |
| 6 января   | ANZ Tasmanian International Хобарт, Австралия 4-я категория $107,500 — Хард Турнир 1997                                                        | Доминик ван Рост 6-3, 6-3                          | Мариэнн Вердель Витмайер                    |
| 6 января   | ANZ Tasmanian International Хобарт, Австралия 4-я категория $107,500 — Хард Турнир 1997                                                        | Наоко Кидзимута Нана Мияги 6-3, 6-1                | Доминик ван Рост Барбара Риттнер            |
| 13 января  | Открытый чемпионат Австралии Мельбурн, Австралия Турнир Большого шлема $3,451,626 — Хард Одиночный турнир — Парный турнир Турнир смешанных пар | Мартина Хингис 6-2, 6-2                            | Мэри Пирс                                   |
| 13 января  | Открытый чемпионат Австралии Мельбурн, Австралия Турнир Большого шлема $3,451,626 — Хард Одиночный турнир — Парный турнир Турнир смешанных пар | Наталья Зверева Мартина Хингис 6-2, 6-2            | Линдсей Дэвенпорт Лиза Реймонд              |
| 13 января  | Открытый чемпионат Австралии Мельбурн, Австралия Турнир Большого шлема $3,451,626 — Хард Одиночный турнир — Парный турнир Турнир смешанных пар | Рик Лич Манон Боллеграф 6-3, 6-7(5), 7-5           | Джон-Лаффни де Ягер Лариса Савченко-Нейланд |
| 27 января  | Toray Pan Pacific Open Токио, Япония 1-я категория $926,250 — Ковёр (зал) Одиночный турнир — Парный турнир                                     | Мартина Хингис Без игры                            | Штеффи Граф                                 |
| 27 января  | Toray Pan Pacific Open Токио, Япония 1-я категория $926,250 — Ковёр (зал) Одиночный турнир — Парный турнир                                     | Линдсей Дэвенпорт Наталья Зверева 6-4, 6-3         | Джиджи Фернандес Мартина Хингис             |

### Февраль
| Неделя     | Турнир | Чемпионки (Счёт финала)                                     | Финалистки                                    |
| ---------- | --- | ----------------------------------------------------------- | --------------------------------------------- |
| 3 февраля  | EA-Generali Ladies Linz Линц, Австрия 3-я категория $164,250 — Ковёр (зал) Турнир 1997                                                                   | Чанда Рубин 6-4, 6-2                                        | Карина Габшудова                              |
| 3 февраля  | EA-Generali Ladies Linz Линц, Австрия 3-я категория $164,250 — Ковёр (зал) Турнир 1997                                                                   | Натали Тозья Александра Фусаи 4-6, 6-3, 6-1                 | Хелена Вилдова Ева Мелихарова                 |
| 10 февраля | Open Gaz de France Париж, Франция 2-я категория $450,000 — Хард (зал) Турнир 1997                                                                        | Мартина Хингис 6-3, 3-6, 6-3                                | Анке Хубер                                    |
| 10 февраля | Open Gaz de France Париж, Франция 2-я категория $450,000 — Хард (зал) Турнир 1997                                                                        | Яна Новотна Мартина Хингис 6-3, 6-0                         | Рита Гранде Александра Фусаи                  |
| 17 февраля | Faber Grand Prix Ганновер, Германия 2-я категория $450,000 — Хард (зал) Турнир 1997                                                                      | Ива Майоли 4-6, 7-6(2), 6-4                                 | Яна Новотна                                   |
| 17 февраля | Faber Grand Prix Ганновер, Германия 2-я категория $450,000 — Хард (зал) Турнир 1997                                                                      | Николь Арендт Манон Боллеграф 4-6, 6-3, 7-6(4)              | Лариса Савченко-Нейланд Бренда Шульц-Маккарти |
| 17 февраля | IGA Tennis Classic Оклахома-Сити, США 3-я категория $164,250 — Хард (зал) Турнир 1997                                                                    | Линдсей Дэвенпорт 6-4, 6-2                                  | Лиза Реймонд                                  |
| 17 февраля | IGA Tennis Classic Оклахома-Сити, США 3-я категория $164,250 — Хард (зал) Турнир 1997                                                                    | Нана Мияги Рика Хираки 6-4, 6-1                             | Мариэнн Вердель Витмайер Тами Витлингер Джонс |
| 24 февраля | Кубок Федерации 1997. Четвертьфинал Харлем, Нидерланды, Ковёр (зал) Мангейм, Германия, Хард (зал) Токио, Япония, Хард (зал) Спримон, Бельгия, Хард (зал) | Победители Нидерланды 3-2 Чехия 3-2 Франция 4-1 Бельгия 5-0 | Проигравшие США Германия Япония Испания       |

### Март
| Неделя   | Турнир                                                                                                   | Чемпионки (Счёт финала)                         | Финалистки                       |
| -------- | --- | ----------------------------------------------- | -------------------------------- |
| 3 марта  | State Farm Evert Cup Индиан-Уэллс, США 1-я категория $1,250,000 — Хард Одиночный турнир — Парный турнир  | Линдсей Дэвенпорт 6-2, 6-1                      | Ирина Спырля                     |
| 3 марта  | State Farm Evert Cup Индиан-Уэллс, США 1-я категория $1,250,000 — Хард Одиночный турнир — Парный турнир  | Линдсей Дэвенпорт Наталья Зверева 6-3, 6-2      | Лиза Реймонд Натали Тозья        |
| 17 марта | Lipton Championships Майами, США 1-я категория $1,750,000 — Хард Одиночный турнир — Парный турнир        | Мартина Хингис 6-2, 6-1                         | Моника Селеш                     |
| 17 марта | Lipton Championships Майами, США 1-я категория $1,750,000 — Хард Одиночный турнир — Парный турнир        | Наталья Зверева Аранча Санчес Викарио 6-2, 6-3  | Сабина Аппельманс Мириам Ореманс |
| 31 марта | Family Circle Cup Хилтон-Хед-Айленд, США 1-я категория $926,250 — Грунт Одиночный турнир — Парный турнир | Мартина Хингис 3-6, 6-3, 7-6(5)                 | Моника Селеш                     |
| 31 марта | Family Circle Cup Хилтон-Хед-Айленд, США 1-я категория $926,250 — Грунт Одиночный турнир — Парный турнир | Мэри-Джо Фернандес Мартина Хингис 7-5, 4-6, 6-1 | Линдсей Дэвенпорт Яна Новотна    |

### Апрель
| Неделя    | Турнир                                                                                     | Чемпионки (Счёт финала)                     | Финалистки                        |
| --------- | ------------------------------------------------------------------------------------------ | ------------------------------------------- | --------------------------------- |
| 7 апреля  | Bausch & Lomb Championships Амелия-Айленд, США 2-я категория $450,000 — Грунт Турнир 1997  | Линдсей Дэвенпорт 6-2, 6-3                  | Мэри Пирс                         |
| 7 апреля  | Bausch & Lomb Championships Амелия-Айленд, США 2-я категория $450,000 — Грунт Турнир 1997  | Линдсей Дэвенпорт Яна Новотна 6-3, 6-0      | Николь Арендт Манон Боллеграф     |
| 14 апреля | Открытый чемпионат Японии Токио, Япония 3-я категория $164,250 — Хард Турнир 1997          | Ай Сугияма 4-6, 6-4, 6-4                    | Эми Фразьер                       |
| 14 апреля | Открытый чемпионат Японии Токио, Япония 3-я категория $164,250 — Хард Турнир 1997          | Алексия Дешам Рика Хираки 6-4, 6-2          | Кэрри-Энн Гюс Корина Морариу      |
| 21 апреля | Budapest Lotto Open Будапешт, Венгрия 4-я категория $107,500 — Грунт Турнир 1997           | Аманда Кётцер 6-1, 6-3                      | Сабина Аппельманс                 |
| 21 апреля | Budapest Lotto Open Будапешт, Венгрия 4-я категория $107,500 — Грунт Турнир 1997           | Аманда Кётцер Александра Фусаи 6-3, 6-1     | Елена Вагнер Ева Мартинцова       |
| 21 апреля | Открытый чемпионат Индонезии Джакарта, Индонезия 4-я категория $107,500 — Хард Турнир 1997 | Наоко Савамацу 6-3, 6-2                     | Юка Ёсида                         |
| 21 апреля | Открытый чемпионат Индонезии Джакарта, Индонезия 4-я категория $107,500 — Хард Турнир 1997 | Кэрри-Энн Гюс Кристин Редфорд 6-4, 5-7, 7-5 | Юка Ёсида Ленка Немечкова         |
| 28 апреля | Открытый чемпионат Хорватии Бол, Хорватия 4-я категория $107,500 — Грунт Турнир 1997       | Мирьяна Лучич 7-5, 6-7(4), 7-6(5)           | Корина Морариу                    |
| 28 апреля | Открытый чемпионат Хорватии Бол, Хорватия 4-я категория $107,500 — Грунт Турнир 1997       | Лаура Монтальво Генриета Надьова 6-3, 6-1   | Мария Хосе Гайдано Марион Маруска |
| 28 апреля | Открытый чемпионат Гамбурга Гамбург, Германия 2-я категория $450,000 — Грунт Турнир 1997   | Ива Майоли 6-3, 6-2                         | Руксандра Драгомир                |
| 28 апреля | Открытый чемпионат Гамбурга Гамбург, Германия 2-я категория $450,000 — Грунт Турнир 1997   | Мэри Пирс Анке Хубер 2-6, 7-6(1), 6-2       | Руксандра Драгомир Ива Майоли     |

### Май
| Неделя | Турнир | Чемпионки (Счёт финала)                           | Финалистки                         |
| ------ | --- | ------------------------------------------------- | ---------------------------------- |
| 5 мая  | Открытый чемпионат Италии Рим, Италия 1-я категория $926,250 — Грунт Одиночный турнир — Парный турнир                                    | Мэри Пирс 6-4, 6-0                                | Кончита Мартинес                   |
| 5 мая  | Открытый чемпионат Италии Рим, Италия 1-я категория $926,250 — Грунт Одиночный турнир — Парный турнир                                    | Николь Арендт Манон Боллеграф 6-2, 6-4            | Кончита Мартинес Патрисия Тарабини |
| 12 мая | Открытый чемпионат Германии Берлин, Германия 1-я категория $926,250 — Грунт Одиночный турнир — Парный турнир                             | Мэри-Джо Фернандес 6-4, 6-4                       | Мэри Пирс                          |
| 12 мая | Открытый чемпионат Германии Берлин, Германия 1-я категория $926,250 — Грунт Одиночный турнир — Парный турнир                             | Линдсей Дэвенпорт Яна Новотна 6-3, 3-6, 6-2       | Наталья Зверева Джиджи Фернандес   |
| 12 мая | Открытый чемпионат Уэльса Кардифф, Великобритания 4-я категория $107,500 — Грунт Турнир 1997                                             | Вирхиния Руано Паскуаль 6-1, 3-6, 6-2             | Алексия Дешам                      |
| 12 мая | Открытый чемпионат Уэльса Кардифф, Великобритания 4-я категория $107,500 — Грунт Турнир 1997                                             | Дебби Грэм Кэрри-Энн Гюс 6-3, 6-4                 | Лорна Вудрофф Джулия Паллин        |
| 19 мая | Открытый чемпионат Испании Мадрид, Испания 3-я категория $175,000 — Грунт Турнир 1997                                                    | Яна Новотна 7-5, 6-1                              | Моника Селеш                       |
| 19 мая | Открытый чемпионат Испании Мадрид, Испания 3-я категория $175,000 — Грунт Турнир 1997                                                    | Аранча Санчес Викарио Мэри-Джо Фернандес 6-3, 6-2 | Инес Горрочатеги Ирина Спырля      |
| 19 мая | Международный теннисный турнир в Страсбурге Страсбург, Франция 3-я категория $250,000 — Грунт Турнир 1997                                | Штеффи Граф 6-2, 7-5                              | Мирьяна Лучич                      |
| 19 мая | Международный теннисный турнир в Страсбурге Страсбург, Франция 3-я категория $250,000 — Грунт Турнир 1997                                | Наталья Зверева Хелена Сукова 6-1, 6-1            | Елена Лиховцева Ай Сугияма         |
| 26 мая | Открытый чемпионат Франции Париж, Франция Турнир Большого шлема $4,566,003 — Грунт Одиночный турнир — Парный турнир Турнир смешанных пар | Ива Майоли 6-4, 6-2                               | Мартина Хингис                     |
| 26 мая | Открытый чемпионат Франции Париж, Франция Турнир Большого шлема $4,566,003 — Грунт Одиночный турнир — Парный турнир Турнир смешанных пар | Наталья Зверева Джиджи Фернандес 6-2, 6-3         | Лиза Реймонд Мэри-Джо Фернандес    |
| 26 мая | Открытый чемпионат Франции Париж, Франция Турнир Большого шлема $4,566,003 — Грунт Одиночный турнир — Парный турнир Турнир смешанных пар | Махеш Бхупати Рика Хираки 6-4, 6-1                | Патрик Гэлбрайт Лиза Реймонд       |

### Июнь
| Неделя  | Турнир | Чемпионки (Счёт финала)                                                       | Финалистки                                                                    |
| ------- | --- | ----------------------------------------------------------------------------- | ----------------------------------------------------------------------------- |
| 9 июня  | DFS Classic Бирмингем, Великобритания 3-я категория $164,250 — Трава Турнир 1997                                                            | Натали Тозья 2-6, 6-2, 6-2                                                    | Яюк Басуки                                                                    |
| 9 июня  | DFS Classic Бирмингем, Великобритания 3-я категория $164,250 — Трава Турнир 1997                                                            | Катрина Адамс Лариса Савченко-Нейланд 6-2, 6-3                                | Натали Тозья Линда Уайлд                                                      |
| 16 июня | Direct Line International Championships Истборн, Великобритания 2-я категория $450,000 — Трава Турнир 1997                                  | Яна Новотна / Аранча Санчес Викарио Финал прекращён из-за дождя при счёте 6-5 | Яна Новотна / Аранча Санчес Викарио Финал прекращён из-за дождя при счёте 6-5 |
| 16 июня | Direct Line International Championships Истборн, Великобритания 2-я категория $450,000 — Трава Турнир 1997                                  | Николь Арендт / Манон Боллеграф Лори Макнил / Хелена Сукова                   | Финал отменён из-за дождей                                                    |
| 16 июня | Чемпионат Росмалена Хертогенбос, Нидерланды 3-я категория $164,250 — Трава Турнир 1997                                                      | Руксандра Драгомир 5-7, 6-2, 6-4                                              | Мириам Ореманс                                                                |
| 16 июня | Чемпионат Росмалена Хертогенбос, Нидерланды 3-я категория $164,250 — Трава Турнир 1997                                                      | Хелена Вилдова Ева Мелихарова 6-3, 7-6(6)                                     | Карина Габшудова Флоренсия Лабат                                              |
| 23 июня | Уимблдонский турнир Уимблдон, Великобритания Турнир Большого шлема $4,083,056 — Трава Одиночный турнир — Парный турнир Турнир смешанных пар | Мартина Хингис 2-6, 6-3, 6-3                                                  | Яна Новотна                                                                   |
| 23 июня | Уимблдонский турнир Уимблдон, Великобритания Турнир Большого шлема $4,083,056 — Трава Одиночный турнир — Парный турнир Турнир смешанных пар | Наталья Зверева Джиджи Фернандес 7-6(4), 6-4                                  | Николь Арендт Манон Боллеграф                                                 |
| 23 июня | Уимблдонский турнир Уимблдон, Великобритания Турнир Большого шлема $4,083,056 — Трава Одиночный турнир — Парный турнир Турнир смешанных пар | Цирил Сук Хелена Сукова 4-6, 6-3, 6-4                                         | Андрей Ольховский Лариса Савченко-Нейланд                                     |

### Июль
| Неделя  | Турнир                                                                                              | Чемпионки (Счёт финала)                           | Финалистки                         |
| ------- | --------------------------------------------------------------------------------------------------- | ------------------------------------------------- | ---------------------------------- |
| 7 июля  | Кубок Федерации 1997. Полуфинал Прага, Чехия, Грунт Ницца, Франция, Грунт                           | Победители Нидерланды 3-2 Франция 3-2             | Проигравшие Чехия Бельгия          |
| 14 июля | Международный теннисный турнир в Палермо Палермо, Италия 4-я категория $163,000 — Грунт Турнир 1997 | Сандрин Тестю 7-5, 6-3                            | Елена Макарова                     |
| 14 июля | Международный теннисный турнир в Палермо Палермо, Италия 4-я категория $163,000 — Грунт Турнир 1997 | Сильвия Фарина Барбара Шетт 2-6, 6-1, 6-4         | Флоренсия Лабат Мерседес Пас       |
| 14 июля | Skoda Czech Open Прага, Чехия 3-я категория $160,000 — Грунт Турнир 1997                            | Йоаннетта Крюгер 6-1, 6-1                         | Марион Маруска                     |
| 14 июля | Skoda Czech Open Прага, Чехия 3-я категория $160,000 — Грунт Турнир 1997                            | Карина Габшудова Руксандра Драгомир 6-1, 5-7, 6-2 | Хелена Вилдова Ева Мартинцова      |
| 21 июля | Polsat Warsaw Open Варшава, Польша 3-я категория $164,250 — Грунт Турнир 1997                       | Барбара Паулюс 6-4, 6-4                           | Генриета Надьова                   |
| 21 июля | Polsat Warsaw Open Варшава, Польша 3-я категория $164,250 — Грунт Турнир 1997                       | Инес Горрочатеги Руксандра Драгомир 6-4, 6-0      | Майки Бабель Кэтрин Барклай        |
| 21 июля | Bank of the West Classic Станфорд, США 2-я категория $450,000 — Хард Турнир 1997                    | Мартина Хингис 6-0, 6-2                           | Кончита Мартинес                   |
| 21 июля | Bank of the West Classic Станфорд, США 2-я категория $450,000 — Хард Турнир 1997                    | Линдсей Дэвенпорт Мартина Хингис 6-1, 6-3         | Кончита Мартинес Патрисия Тарабини |
| 28 июля | Открытый чемпионат Австрии Мариа-Ланковиц, Австрия 4-я категория $107,500 — Грунт Турнир 1997       | Барбара Шетт 3-6, 6-2, 6-3                        | Генриета Надьова                   |
| 28 июля | Открытый чемпионат Австрии Мариа-Ланковиц, Австрия 4-я категория $107,500 — Грунт Турнир 1997       | Хелена Вилдова Ева Мелихарова 6-2, 6-2            | Радка Бобкова Вильтруд Пробст      |
| 28 июля | Toshiba Classic Сан-Диего, США 2-я категория $450,000 — Хард Турнир 1997                            | Мартина Хингис 7-6(4), 6-4                        | Моника Селеш                       |
| 28 июля | Toshiba Classic Сан-Диего, США 2-я категория $450,000 — Хард Турнир 1997                            | Аранча Санчес Викарио Мартина Хингис 6-3, 7-5     | Кимберли По Эми Фразьер            |

### Август
| Неделя     | Турнир | Чемпионки (Счёт финала)                        | Финалистки                            |
| ---------- | --- | ---------------------------------------------- | ------------------------------------- |
| 4 августа  | Acura Classic Манхэттен-Бич, США 2-я категория $450,000 — Хард Турнир 1997                                                                            | Моника Селеш 5-7, 7-5, 6-4                     | Линдсей Дэвенпорт                     |
| 4 августа  | Acura Classic Манхэттен-Бич, США 2-я категория $450,000 — Хард Турнир 1997                                                                            | Яюк Басуки Каролина Вис 7-6(7), 6-3            | Лариса Савченко-Нейланд Хелена Сукова |
| 11 августа | Du Maurier Open Монреаль, Канада 1-я категория $926,250 — Хард Одиночный турнир — Парный турнир                                                       | Моника Селеш 6-2, 6-4                          | Анке Хубер                            |
| 11 августа | Du Maurier Open Монреаль, Канада 1-я категория $926,250 — Хард Одиночный турнир — Парный турнир                                                       | Яюк Басуки Каролина Вис 3-6, 7-5, 6-4          | Николь Арендт Манон Боллеграф         |
| 18 августа | Женский теннисный чемпионат США на хардовых кортах Атланта, США 2-я категория $450,000 — Хард Турнир 1997                                             | Линдсей Дэвенпорт 6-4, 6-1                     | Сандрин Тестю                         |
| 18 августа | Женский теннисный чемпионат США на хардовых кортах Атланта, США 2-я категория $450,000 — Хард Турнир 1997                                             | Николь Арендт Манон Боллеграф 6-7(5), 6-3, 6-2 | Натали Тозья Александра Фусаи         |
| 25 августа | Открытый чемпионат США Нью-Йорк, США Турнир Большого шлема $4,976,000 — Хард — 128S/96Q/64D/32X Одиночный турнир — Парный турнир Турнир смешанных пар | Мартина Хингис 6-0, 6-4                        | Винус Уильямс                         |
| 25 августа | Открытый чемпионат США Нью-Йорк, США Турнир Большого шлема $4,976,000 — Хард — 128S/96Q/64D/32X Одиночный турнир — Парный турнир Турнир смешанных пар | Линдсей Дэвенпорт Яна Новотна 6-3, 6-4         | Наталья Зверева Джиджи Фернандес      |
| 25 августа | Открытый чемпионат США Нью-Йорк, США Турнир Большого шлема $4,976,000 — Хард — 128S/96Q/64D/32X Одиночный турнир — Парный турнир Турнир смешанных пар | Рик Лич Манон Боллеграф 3-6, 7-5, 7-6(3)       | Пабло Альбано Мерседес Пас            |

### Сентябрь
| Неделя      | Турнир                                                                              | Чемпионки (Счёт финала)               | Финалистки                   |
| ----------- | ----------------------------------------------------------------------------------- | ------------------------------------- | ---------------------------- |
| 15 сентября | Toyota Princess Cup Токио, Япония 2-я категория $450,000 — Хард Турнир 1997         | Моника Селеш 6-1, 3-6, 7-6(5)         | Аранча Санчес-Викарио        |
| 15 сентября | Toyota Princess Cup Токио, Япония 2-я категория $450,000 — Хард Турнир 1997         | Моника Селеш Ай Сугияма 6-1, 6-0      | Жюли Алар-Декюжи Чанда Рубин |
| 22 сентября | Кубок Лейпцига Лейпциг, Германия 2-я категория $450,000 — Ковёр (зал) Турнир 1997   | Яна Новотна 6-2, 4-6, 6-3             | Аманда Кётцер                |
| 22 сентября | Кубок Лейпцига Лейпциг, Германия 2-я категория $450,000 — Ковёр (зал) Турнир 1997   | Яна Новотна Мартина Хингис 6-2, 6-2   | Яюк Басуки Хелена Сукова     |
| 22 сентября | Wismilak International Сурабая, Индонезия 4-я категория $155,340 — Хард Турнир 1997 | Доминик ван Рост 6-1, 6-3             | Ленка Немечкова              |
| 22 сентября | Wismilak International Сурабая, Индонезия 4-я категория $155,340 — Хард Турнир 1997 | Кэрри-Энн Гюс Рика Хираки 6-1, 7-6(5) | Морин Дрейк Рената Колбович  |

### Октябрь
| Неделя     | Турнир | Чемпионки (Счёт финала)                                     | Финалистки                            |
| ---------- | --- | ----------------------------------------------------------- | ------------------------------------- |
| 4 октября  | Кубок Федерации 1997. Финал Хертогенбос, Нидерланды, Ковёр (зал)                                                | Победитель Франция 4-1                                      | Финалист Нидерланды                   |
| 6 октября  | Porsche Tennis Grand Prix Фильдерштадт, Германия 2-я категория $450,000 — Хард (зал) Турнир 1997                | Мартина Хингис 6-4, 6-2                                     | Лиза Реймонд                          |
| 6 октября  | Porsche Tennis Grand Prix Фильдерштадт, Германия 2-я категория $450,000 — Хард (зал) Турнир 1997                | Аранча Санчес Викарио Мартина Хингис 7-6(4), 3-6, 7-6(3)    | Линдсей Дэвенпорт Яна Новотна         |
| 13 октября | Открытый чемпионат Цюриха Цюрих, Швейцария 1-я категория $926,250 — Хард (зал) Одиночный турнир — Парный турнир | Линдсей Дэвенпорт 7-6(3), 7-5                               | Натали Тозья                          |
| 13 октября | Открытый чемпионат Цюриха Цюрих, Швейцария 1-я категория $926,250 — Хард (зал) Одиночный турнир — Парный турнир | Аранча Санчес Викарио Мартина Хингис 4-6, 6-4, 6-1          | Лариса Савченко-Нейланд Хелена Сукова |
| 20 октября | Bell Challenge Квебек, Канада 3-я категория $164,250 — Ковёр (зал) Турнир 1997                                  | Бренда Шульц-Маккарти 6-4, 6-7(4), 7-5                      | Доминик ван Рост                      |
| 20 октября | Bell Challenge Квебек, Канада 3-я категория $164,250 — Ковёр (зал) Турнир 1997                                  | Лиза Реймонд Ренне Стаббс 6-4, 5-7, 7-5                     | Натали Тозья Александра Фусаи         |
| 20 октября | SEAT Open Люксембург, Люксембург 3-я категория $164,250 — Ковёр (зал) Турнир 1997                               | Аманда Кётцер 6-4, 3-6, 7-5                                 | Барбара Паулюс                        |
| 20 октября | SEAT Open Люксембург, Люксембург 3-я категория $164,250 — Ковёр (зал) Турнир 1997                               | Лариса Савченко-Нейланд Хелена Сукова 6-2, 6-4              | Майки Бабель Лоранс Куртуа            |
| 27 октября | Кубок Кремля Москва, Россия 1-я категория $926,250 — Ковёр (зал) Одиночный турнир — Парный турнир               | Яна Новотна 6-3, 6-4                                        | Ай Сугияма                            |
| 27 октября | Кубок Кремля Москва, Россия 1-я категория $926,250 — Ковёр (зал) Одиночный турнир — Парный турнир               | Наталья Зверева Аранча Санчес Викарио 5-3 — дисквалификация | Яюк Басуки Каролина Вис               |

### Ноябрь
| Неделя    | Турнир | Чемпионки (Счёт финала)                        | Финалистки                       |
| --------- | --- | ---------------------------------------------- | -------------------------------- |
| 3 ноября  | Ameritech Cup Чикаго, США 2-я категория $450,000 — Ковёр (зал) Турнир 1997                                     | Линдсей Дэвенпорт 6-0, 7-5                     | Натали Тозья                     |
| 3 ноября  | Ameritech Cup Чикаго, США 2-я категория $450,000 — Ковёр (зал) Турнир 1997                                     | Натали Тозья Александра Фусаи 6-3, 6-2         | Линдсей Дэвенпорт Моника Селеш   |
| 10 ноября | Advanta Championships Филадельфия, США 2-я категория $450,000 — Ковёр (зал) Турнир 1997                        | Мартина Хингис 7-5, 6-7(7), 7-6(4)             | Линдсей Дэвенпорт                |
| 10 ноября | Advanta Championships Филадельфия, США 2-я категория $450,000 — Ковёр (зал) Турнир 1997                        | Лиза Реймонд Ренне Стаббс 6-3, 7-5             | Линдсей Дэвенпорт Яна Новотна    |
| 17 ноября | Итоговый турнир WTA Нью-Йорк, США Итоговый чемпионат $2,000,000 — Ковёр (зал) Одиночный турнир — Парный турнир | Яна Новотна 7-6(4), 6-2, 6-3                   | Мэри Пирс                        |
| 17 ноября | Итоговый турнир WTA Нью-Йорк, США Итоговый чемпионат $2,000,000 — Ковёр (зал) Одиночный турнир — Парный турнир | Линдсей Дэвенпорт Яна Новотна 6-7(5), 6-3, 6-2 | Натали Тозья Александра Фусаи    |
| 17 ноября | Открытый чемпионат Паттайи Паттайя, Таиланд 4-я категория $107,500 — Хард Турнир 1997                          | Генриета Надьова 7-5, 6-7(6), 7-5              | Доминик ван Рост                 |
| 17 ноября | Открытый чемпионат Паттайи Паттайя, Таиланд 4-я категория $107,500 — Хард Турнир 1997                          | Кристина Кунс Корина Морариу 6-3, 6-4          | Доминик ван Рост Флоренсия Лабат |

## Рейтинг WTA

### Одиночный рейтинг
| Рейтинг WTA 1997 года | Рейтинг WTA 1997 года | Рейтинг WTA 1997 года | Рейтинг WTA 1997 года | Рейтинг WTA 1997 года |
| #                     | Теннисистка           | Очки                  | 1996                  | +/-                   |
| --------------------- | --------------------- | --------------------- | --------------------- | --------------------- |
| 1                     | Мартина Хингис        | 6 264                 | 6                     | ▲ 5                   |
| 2                     | Яна Новотна           | 3 753                 | 5                     | ▲ 3                   |
| 3                     | Линдсей Дэвенпорт     | 3 696                 | 9                     | ▲ 6                   |
| 4                     | Аманда Кётцер         | 3 360                 | 14                    | ▲ 10                  |
| 5                     | Моника Селеш          | 2 988                 | 2                     | ▼ 3                   |
| 6                     | Ива Майоли            | 2 874                 | 8                     | ▲ 2                   |
| 7                     | Мэри Пирс             | 2 861                 | 24                    | ▲ 17                  |
| 8                     | Ирина Спырля          | 2 577                 | 10                    | ▲ 2                   |
| 9                     | Аранча Санчес Викарио | 2 361                 | 3                     | ▼ 6                   |
| 10                    | Мэри-Джо Фернандес    | 2 114                 | 16                    | ▲ 6                   |
| 11                    | Натали Тозья          | 2 003                 | 22                    | ▲ 11                  |
| 12                    | Кончита Мартинес      | 1 988                 | 4                     | ▼ 8                   |
| 13                    | Сандрин Тестю         | 1 841                 | 41                    | ▲ 28                  |
| 14                    | Анке Хубер            | 1 829                 | 7                     | ▼ 7                   |
| 15                    | Бренда Шульц-Маккарти | 1 543                 | 12                    | ▼ 3                   |
| 16                    | Сабина Аппельманс     | 1 502                 | 21                    | ▲ 5                   |
| 17                    | Лиза Реймонд          | 1 437                 | 27                    | ▲ 10                  |
| 18                    | Доминик ван Рост      | 1 394                 | 48                    | ▲ 30                  |
| 19                    | Руксандра Драгомир    | 1 333                 | 25                    | ▲ 6                   |
| 20                    | Ай Сугияма            | 1 252                 | 28                    | ▲ 8                   |

### Парный рейтинг (Игроки)
| Рейтинг WTA 1997 года | Рейтинг WTA 1997 года   | Рейтинг WTA 1997 года | Рейтинг WTA 1997 года | Рейтинг WTA 1997 года |
| #                     | Теннисистка             | Очки                  | 1996                  | +/-                   |
| --------------------- | ----------------------- | --------------------- | --------------------- | --------------------- |
| 1                     | Наталья Зверева         | 5 435                 | 9                     | ▲ 8                   |
| 2                     | Линдсей Дэвенпорт       | 5 377                 | 7                     | ▲ 5                   |
| 3                     | Мартина Хингис          | 4 409                 | 10                    | ▲ 7                   |
| 4                     | Джиджи Фернандес        | 4 175                 | 4                     | ▬                     |
| 5                     | Аранча Санчес-Викарио   | 4 129                 | 1                     | ▼ 4                   |
| 6                     | Яна Новотна             | 3 997                 | 3                     | ▼ 3                   |
| 7                     | Манон Боллеграф         | 3 982                 | 15                    | ▲ 8                   |
| 8                     | Николь Арендт           | 3 720                 | 11                    | ▲ 3                   |
| 9                     | Лариса Савченко-Нейланд | 3 327                 | 2                     | ▼ 7                   |
| 10                    | Хелена Сукова           | 3 046                 | 6                     | ▼ 4                   |
| 11                    | Каролин Вис             | 2 963                 | 19                    | ▲ 8                   |
| 12                    | Лиза Реймонд            | 2 853                 | 12                    | ▬                     |
| 13                    | Натали Тозья            | 2 842                 | 14                    | ▲ 1                   |
| 14                    | Александра Фусаи        | 2 820                 | 35                    | ▲ 21                  |
| 15                    | Яюк Басуки              | 2 721                 | 20                    | ▲ 5                   |
| 16                    | Мэри-Джо Фернандес      | 2 463                 | 5                     | ▼ 11                  |
| 17                    | Патрисия Тарабини       | 2 322                 | 30                    | ▲ 13                  |
| 18                    | Нана Мияги              | 2 102                 | 29                    | ▲ 11                  |
| 19                    | Кончита Мартинес        | 1 928                 | 29                    | ▲ 9                   |
| 20                    | Наоко Кидзимута         | 1 787                 | 46                    | ▲ 26                  |